# 伊朗南部
伊朗南部（英語：Southern Iran）由札格洛斯山脈及伊朗中部山脈、胡齊斯坦平原、波斯灣北部海岸與荷姆茲海峽組成，主要城市包括設拉子、阿巴斯港、布什爾、馬夫達沙特、賈赫羅姆、亞蘇季、法薩及博拉茲詹。
伊朗南部種族多樣，包括波斯人、盧爾人、巴赫蒂亞里人、卡什加人、阿喬米人、巴瑟麗人、阿拉伯裔伊朗人、伊朗亞美尼亞人、非裔伊朗人及猶太人。大多數人講伊朗語支语言。